# Robert Hagmann
Robert Hagmann (Zuchwil, 2 april 1942) is een Zwitsers voormalig wielrenner. Hij was professioneel wielrenner tussen 1963 en 1969.

## Carrière
Zijn eerste zege boekte Hagmann in 1964 in de Ronde van Zwitserland, een jaar later won hij wederom een etappe in deze ronde. Ditmaal betrof het een tijdrit van dertien kilometer. In augustus 1965 werd hij nationaal kampioen op de weg, tweede werd Werber Weber. In 1967 behaalde hij een tweede plaats in de Grote Prijs van België, deze werd verreden als tijdrit. Bij zijn derde deelname aan het wereldkampioenschap wielrennen in 1967 trok Hagmann met zeven andere renners in de tegenaanval om de koplopers bij te halen. Uiteindelijk eindigde Hagmann als tiende in het kampioenschap dat destijds in Nederland plaatsvond.
In 1968 was zijn enige deelname aan een Grote Ronde, de Ronde van Frankrijk. Na de tweede etappe stond hij als laatste in het klassement en niet veel later stapte hij af uit de wedstrijd.

## Palmares
1964
7e etappe Ronde van Zwitserland
1965
4e etappe Ronde van Zwitserland
 Nationaal kampioen op de weg, elite
1967
3e etappe (deel A en B) Ronde van Romandië
Kampioenschap van Zürich
1968
3e etappe (deel B) Ronde van Romandië
6e, 8e en 9e (deel B) etappe Ronde van Zwitserland

## Resultaten in voornaamste wedstrijden
| Jaar | Ronde van Italië | Ronde van Frankrijk | Ronde van Spanje |
| ---- | ---------------- | ------------------- | ---------------- |
| 1964 |                  |                     |                  |
| 1965 |                  |                     |                  |
| 1966 |                  |                     |                  |
| 1967 |                  |                     |                  |
| 1968 |                  | opgave              |                  |
| 1969 |                  |                     |                  |

| Jaar | Milaan-San Remo | Luik-Bast.‑Luik |  | WK op de weg |
| ---- | --------------- | --------------- |  | ------------ |
| 1964 |                 |                 |  | 34e          |
| 1965 |                 |                 |  | 42e          |
| 1966 |                 |                 |  |              |
| 1967 |                 |                 |  | 10e          |
| 1968 | 52e             | 46e             |  | opgave       |
| 1969 |                 |                 |  |              |